# Pygmaeorchis
Pygmaeorchis  (лат.) — род многолетних травянистых растений подтрибы Laeliinae трибы Epidendreae, подсемейства Эпидендровые, семейства Орхидные. 
Аббревиатура родового названия — Pyg.

## Виды
Список видов по данным The Plant List:
- Pygmaeorchis brasiliensis Brade
- Pygmaeorchis seidelii Toscano & Moutinho